# Square com
Pour les articles homonymes, voir Square.
Le Square Com est un bâtiment situé à Boulogne-Billancourt (Hauts-de-Seine), en France, au cœur de la ZAC Seguin Rives de Seine. Il a été construit en 1984.

## L’histoire du bâtiment
Dès 1891, Louis Renault installe un atelier de fabrication de voitures à Boulogne-Billancourt et y construit sa première voiture à l’âge de 21 ans. Dès lors, commence l’histoire de l’entreprise Renault avec la fondation de la société Renault Frères en 1899, dans l’actuelle rue Emile Zola (quartier du « Trapèze »). En 1902, les usines Renault s’étendent sur 7 500 m² dans le « Trapèze » à Boulogne-Billancourt. 
En 1919, Louis Renault acquiert l'Ile Seguin qui appartient alors à la ville. L'industriel y construit sa première usine en 1929. À partir de cette date, les usines Renault vont ainsi occuper les terrains de l’Ile Seguin et la quasi-totalité du quartier de Billancourt.  

### Le plan «Billancourt 2000[1]»
À partir des années 1980, Renault doit faire face à l’ouverture du marché européen et à la concurrence du modèle de production japonais. 
L’entreprise s’interroge alors sur le devenir de son site industriel et confie à l’architecte Claude Vasconi une réflexion sur la modernisation du Trapèze. Un plan est ainsi adopté : le plan « Billancourt 2000 » . 
Dans le cadre de ce plan, en lieu et place d’une ancienne usine de dégraissage de pièces métalliques, Claude Vasconi va élaborer un premier élément en 1984 : « Le 57 Metal ». Initialement, le bâtiment devait occuper une place plus importante sur le Trapèze mais le plan ayant été abandonné en 1985, une partie seulement a été maintenue.  

### Une activité de dégraissage de pièces métalliques
Le 57 Metal sera utilisé à des fins industrielles pour des activités de dégraissage de pièce métalliques jusqu'en 1992. 
En 1992, pour des raisons financières, Renault opte pour un redéploiement de ses activités industrielles sur un nouveau site tout en conservant son siège social à Boulogne-Billancourt. Les activités industrielles opérées dans le 57 Metal sont alors transférées à Guyancourt. 

### L’accueil de la Direction de la Communication de Renault: le Square Com
En 2001, Renault décide de faire appel au cabinet d’architectes Jakob + MacFarlane pour réaménager l’intérieur du bâtiment et modifier une partie de l’extérieur afin de pouvoir y accueillir sa Direction de la Communication. 
Le 57 Métal est alors transformé en un espace d’exposition et devient le Square Com. En 2004, l’intérieur du bâtiment est ainsi intégralement rénové.

### La vente du bâtiment par Renault
Quelques années plus tard, Renault décide de vendre le Square Com. 
Le 29 juillet 2010, la société Europa Wanda SNC, fonds d’investissements immobiliers pan-européens, dont le siège est au Royaume-Uni, achète le bâtiment à Renault dans l’optique de concevoir un projet immobilier valorisant pour Boulogne-Billancourt. 
Cette acquisition prévoyait une convention d’occupation par Renault jusque fin décembre 2012. Les deux sociétés avaient également intégré la nécessité de démolir le bâtiment une fois qu’il serait libéré par Renault afin de pouvoir dépolluer le site. 
Depuis décembre 2012, le bâtiment est vide et le restera jusqu’à sa démolition, pour pouvoir dépolluer ses sols. Par mesures de sécurité à cause de la pollution des sols, le bâtiment est muré afin d’empêcher toute personne d’y entrer et ainsi de s’exposer à la pollution.

## La pollution du  site

### Un site pollué
Pendant de nombreuses années, Renault a exploité les terrains de la ZAC Rives de Seine pour y réaliser des activités industrielles. Le site où est actuellement implanté Square Com a notamment été utilisé pour le dégraissage de pièces de moulage métalliques. 
Ces activités ont entraîné une importante pollution du sol et des sous-sols sur le Trapèze. Avant leur vente, Renault a donc procédé à une dépollution totale de l’ensemble des terrains de la zone grâce à la technique de l’excavation des terres, après la démolition des bâtiments. Toutefois, le site où se trouve le Square Com reste le seul à ne pas avoir été dépollué à ce jour.
Les différentes études scientifiques menées sur le site depuis plusieurs années ont constaté la présence de trois solvants toxiques majeurs : le trichoréthylène (TCE), le dichloréthylène (DCE) et le chlorure de vinyle (CV).

### La mise en place de mesures temporaires
Pour limiter les risques sanitaires et environnementaux, la société Renault a fait installer à la demande de la Préfecture des Hauts-de-Seine  une géomembrane sous le bâtiment pour confiner la pollution ainsi qu’une barrière hydraulique pour prévenir sa migration. 

### La solution pour dépolluer
Aujourd’hui, comme le reconnaît la Préfecture des Hauts-de-Seine, l’unique solution pour dépolluer en supprimant les solvants chlorés toxiques présents sur le site du Square Com est d’employer la technique d’excavation des terres polluées après la démolition du bâtiment. Cette technique consiste à enlever totalement ces terres polluées afin qu’elles soient traitées dans une filière spécialisée.